# Joseph Pallithanam
Joseph Mathen Pallithanam (1915-1984) fue un botánico indio. Nació de Mathachan (Vachaparampil) y Mariamma (Pallithanam) en Kainadyvillage de Kuttanadu.
Perteneció a una familia agrícola tradicional. Su tío materno Pallithanthu Mathai Luka (Pallithanathu Kochu Mathan) fue pionero en el cultivo de kayal en Kuttanadu.
Después de educado, se convirtió en sacerdote en la Compañía de Jesús. Luego completó un doctorado en botánica, y fue instructor en San Xaviers College, Tirunelveli de Tamil Nadu y, a continuación, en St. Colegio de José, Tiruchirapalli. Dedicó su tiempo a los estudios taxonómicos y la compilación de la flora.
Pallithanam fue uno de los primeros botánicos jesuitas indios. A pesar de que había hecho un trabajo considerable en el campo de la taxonomía, muy poco se ha publicado; Sin embargo, junto con el Padre Balam del Colegio de San José, inspiró decenas de estudiantes para estudiar la botánica de la India.
Su A Pocket Flora of the Sirumalai Hills South India sigue siendo considerado como una obra notable sobre la flora del sur de India; todavía es citado en la literatura científica.
- La abreviatura «Pallith.» se emplea para indicar a Joseph Pallithanam como autoridad en la descripción y clasificación científica de los vegetales.[8]